# 京畿大学校
京畿大学校（キョンギだいがっこう、英称: Kyonggi University）は、京畿道水原市霊通区ニ儀洞山94-6に本部を置く大韓民国の私立大学である。1954年に設置された。大学の略称はKGU。

## 歴史
京畿大学校は1947年11月ソウルに設立した朝陽保育師範学校が始まりである。1954年、朝陽保育師範学校は朝陽保育初級大学に改編されるが、更に同年、河樵学園に大学の運営が引き受けられ、京畿女子初級大学に改名された。1957年、河樵学園は孫熙璋に引き継がれ、学校法人京城学院となる。また、校名も京畿女子初級大学から京畿初級大学に改名された。名称はさらに変遷し、1963年、京畿大学となる。1985年3月、総合大学に昇格し、現在の京畿大学校となる。

## 組織

### 学部
水原キャンパス
- 人文大学
  - 国語国文学科　日本語日本文学科　中国語中国文学科　文芸創作学科　英語英文学科　独語独文学科　仏語仏文学科　史学科　文献情報学科　幼児教育学科
- 法科大学
  - 法学科
- 社会科学大学
  - 行政学科　社会福祉学科　矯正保護学科(夜間）青少年学科　警察行政学科
- 経商大学
  - 経済学科　応用情報統計学科　知識財産学科　経営学科　貿易学科　会計税務学科　経営情報学科　国際通商学科
- 観光大学
  - 観光開発学科　外食・調理学科　イベント学科
- 国際大学
  - 国際関係学科　ロシア学科　国際産業情報学科
- 自然科学大学
  - 数学科　電子物理学科　化学科　生命科学科　食品生物工学科　コンピュータ科学科
- 工科大学
  - 建築学科　建築工学科　土木工学科　環境エネルギーシステム工学科　産業経営工学科　新素材工学科　都市・交通工学科　化学工学科　電子工学科　機械システム工学科
- 芸術大学
  - 視覚情報デザイン学科　産業デザイン学科　装身具・金属デザイン学科　陶芸科　韓国画学科　西洋画学科　美術経営学科　環境彫刻学科　書芸・文字芸術学科
- 体育大学
  - 体育学科　社会体育学科　スポーツ経営学科　レジャースポーツ・健康学科　警護安全学科

ソウルキャンパス
- 人文大学
  - 国語国文学科(夜間)　英語英文学科(夜間)
- 法科大学
  - 法学科
- 社会科学大学
  - 行政学科
- 経商大学
  - 経済学科　経営学科(夜間)　貿易学科(夜間)　会計税務学科(夜間)
- 観光大学
  - 観光経営学科　ホテル経営学科
- 芸術大学
  - 演技学科　映像学科　アニメーション学科　政治媒体管理学科　電子デジタル音楽科

### 大学院
- 一般大学院　(-)は修士のみ (+)は博士のみ
  - 人文社会系列
    - 国語国文学科　文芸創作学科(-)　日本語日本文学科　中国語中国文学科(-)　英語英文学科　独語独文学科(-)　フランス語文学科(-)　史学科　文献情報学科　幼児教育学科　法学科　行政学科　社会福祉学科　矯正保護学科　青少年学科　警察行政学科　経済学科　応用情報統計学科　知識財産学科(-)　経営学科　貿易学科　会計税務学科　経営情報学科(-)　国際通商学科　観光経営学科　余暇観光開発学科　ホテル経営学科　外食調理管理学科　イベント・国際会議学科　e-ビジネス学科　犯罪心理学科　職業学科　教育政策学科　相談教育学科　警察行政学科(+)

  - 自然科学系列
    - 数学科　物理学科　化学科　生命科学科　食品生物工学科　コンピュータ学科　医学物理学科　産業保安学科　生命工学科 代替医学科(+)

  - 工学系列
    - 土木工学科　建築工学科　環境エネルギーシステム工学科　産業経営工学科　新素材工学科　都市・交通工学科　化学工学科　電子工学科　機械工学科　都市防災学科(+)

  - 芸体能系列
    - 西洋画学科(-)　韓国画学科(-)　環境彫刻学科(-)　メディア政治学科(-)　演技学科(-)　アニメーション学科(-)　デジタル音楽学科(-)　体育学科　社会体育学科　スポーツ経営学科　レジャースポーツ学科　警護安全学科　映画映像学科　産業デザイン学科　映像芸術学科(+)　公演芸術学科(+)
- 教育大学院
  - 教育CEO人的支援開発　幼児教育　相談教育　(生涯)多文化教育　青少年指導相談教育　矯正相談教育　体育教育　美術教育　四書教育　栄養教育　国語教育　外国語(英語)教育　外国語(日本語)教育　外国語(中国語)教育　産業・情報教育　数学教育　科学(物理)教育　科学(化学)教育　科学(生物)教育　電子計算教育　電気・電子・通信教育　機械・金属教育　建設教育　技術教育
- 観光専門大学院
  - 観光産業経営　文化観光コンテンツ・リゾート開発　外食産業経営　旅行・航空・クルーズ経営　食空間演出
- 行政大学院
  - 行政学科　司法公安学科　不動産学科　社会福祉学科　職業学科
- 社会福祉大学院
  - 交通教科課程　社会福祉政策学専攻　児童家族福祉学専攻　老人福祉学専攻

## 学術交流協定

### 海外
日本
- 法政大学
- 横浜国立大学
- 大阪産業大学
- 國學院大學
- 東京学芸大学
- 奈良県立大学
- 弘前大学
- 松山東雲女子大学

中国
- 対外経済貿易大学
- 長春中医学院
- 景徳鎮陶磁大学
- 北京政法大学
- 延辺大学
- 延辺科学技術大学
- 遼寧中医学院
- 聊城大学
- 沈陽師範大学

台湾
- 逢甲大学
- 淡江大学

アメリカ
- Rock Haven College
- シートン・ホール大学
- California State Polytechnic University, Pomona
- Alma College
- ジョージ・ワシントン大学
- Long Island University
- ミシガン州立大学
- テキサスA&M大学
- California State University, East Bay
- University of the Incarnate Word
- ハワイ・パシフィック大学
- New Jersey City University
- Palestine Polytechnic University
- Western Illinois University
- セントラルフロリダ大学
- Colorado State University–Pueblo
- Nobel University
- Central Michigan University
- Sam Houston State University
- テネシー大学

オーストラリア
- ジェームズクック大学
- ラ・トローブ大学

ニュージーランド
- ワイカト大学
- Unitec New Zealand
- Waiariki Institute of Technology

フランス
- Andrews University
- フランス国立東洋言語文化研究所

ドイツ
- Bauhaus-University Weimar

ロシア
- 極東国立総合大学

マレーシア
- マラヤ大学

トルコ
- イスタンブール大学

ルーマニア
- Politehnica University of Bucharest

カザフスタン
- Kyzylorda State University
- kazakh State National University

ミャンマー
- University of Yangon

モンゴル
- モンゴル国立大学

インドネシア
- Hasanuddin University

座標: 北緯37度18分1.7秒 東経127度2分9秒 / 北緯37.300472度 東経127.03583度